# Kravaře (ort i Tjeckien, lat 50,63, long 14,39)
Kravaře är en ort i distrikt Česká Lípa i Tjeckien. Den ligger i den norra delen av landet, 60 km norr om huvudstaden Prag. Kravaře ligger 294 meter över havet och antalet invånare är 742.
Terrängen runt Kravaře är platt åt sydost, men åt nordväst är den kuperad.Runt Kravaře är det glesbefolkat, med 16 invånare per kvadratkilometer. Närmaste större samhälle är Česká Lípa, 11,8 km nordost om Kravaře. I omgivningarna runt Kravaře växer i huvudsak blandskog.